# 海葵長眼寄居蟹
海葵長眼寄居蟹（学名：Paguristes palythophilus）为活額寄居蟹科長眼寄居蟹屬下的一个种。